# ГЭС Авиньон
ГЭС Авиньон (фр. Barrage et centrale de Avignon) — гидроэлектростанция на юго-востоке Франции. Входит в состав каскада на реке Рона, находясь между ГЭС Кадерусс (выше по течению) и ГЭС Бокер.
ГЭС Авиньон построена по схеме, подобной большинстве станций французской части каскады на Роне — плотина, отводящая поток воды к каналу с русловым машинным залом. Однако она имеет и определенную особенность, поскольку в районе Авиньона река делится не на две, а на три протоки. В левой из них работает ГЭС Совтерр, тогда как две другие заняты описанной выше схеме станции Авиньон. Для работы последней у правого берега Роны возвели плотину из пяти водопропускных шлюзов, тогда как в центральной проливе расположен машинный зал, а справа от него оснащен судоходный шлюз.
Зал оборудован четырьмя поворотно-лопастными турбинами общей мощностью 124 МВт, которые при напоре в 9,5 метров обеспечивают производство 857 млн кВт-ч электроэнергии в год.

## Примечание
1. 1 2 3  Les circuits de l'energie CNR. Дата обращения: 20 августа 2018. Архивировано 30 сентября 2019 года.
2. ↑  Hydrelect - Le Rhône - Les centrales. www.hydrelect.info. Дата обращения: 23 августа 2017. Архивировано 29 июля 2017 года.